# Ibrahim Shams
Ibrahim Hassanien Shams (in arabo ابراهيم حسنين شمس‎?; Alessandria d'Egitto, 16 gennaio 1917 – Alessandria d'Egitto, 16 gennaio 2001) è stato un sollevatore egiziano.
Durante la sua carriera è stato campione olimpico e mondiale e realizzò 5 record mondiali nella categoria dei pesi leggeri, di cui 1 nello strappo e 4 nello slancio.

## Palmarès

### Olimpiadi
- Bronzo a Berlino 1936 nei pesi piuma
- Oro a Londra 1948 nei pesi leggeri.

### Campionati mondiali
- Oro a Scheveningen 1949 nei pesi leggeri
- Oro a Milano 1951 nei pesi leggeri.